# الکساندر هریتسنکو
الکساندر هریتسنکو (انگلیسی: Oleksandr Hrytsenko; ۱ ژانویهٔ ۱۹۶۷ – ۱ ژانویهٔ ۲۰۲۰) مترجم، و شاعر اهل اوکراین  بود.